# Посуньтесь! Посуньтесь!
«Посуньтесь! Посуньтесь!» — антиутопічний науково-фантастичний роман, написаний американським та ірландським письменником Гаррі Гаррісоном у 1966 році.  У творі письменник досліджує вплив неконтрольованого зростання населення на життя суспільства. Спочатку частини роману випускалися у журналі «Імпульс».
Події роману відбуваються у майбутньому (на момент написання), а саме у 1999 році. Твір досліджує тенденції в розподілі частки світових ресурсів, які використовують США та інші країни у порівнянні з ростом їх населення, зображує світ, в якому населення Землі складає сім мільярдів, що призводить до тотального перенаселення, виснаження природних ресурсів і руйнації інфраструктури. Сюжет переходить від персонажа до персонажа, розповідаючи про життя людей різних верств у Нью-Йорку (населення міста на момент подій роману близько 35 мільйонів).
У 1973 роман став основою  науково-фантастичного фільму  «Зелений сойлент», що отримав премію «Неб'юла» за сценарій. У кінокартині кардинально змінили  сюжет Гаррісона і навіть висунули ідею канібалізму  як вирішення проблеми голоду.

## Короткий сюжет
Події Посуньтесь! Посуньтесь! відбуваються у перенаселеному Нью-Йорку в 1999 році (через 35 років після написання роману). Поліцейський детектив Енді Руш живе в половині кімнати, яку ділить із Солом, відставним інженером. Завдяки своїй професії, Сусід Енді зміг пристосував велосипед-генератор для живлення старого телевізора і холодильника.
Коли Енді  чекає у черзі за водним раціоном, який постійно зменшується, він стає свідком публічного виступу «Старих», групи людей віком від 65 років і старше, яких вимушено відправили на пенсію. Свистопляска починається, коли виявляється, що недалекий від детектива продовольчий магазин має у продажу «сойлентові» (із сої і сочевиці) стейки. Енді стає свідком того, як  люди нападають на магазин і грабують його. 
Один з мародерів, тайванець Біллі Чан, неймовірно бідний хлопчик, вихоплює коробку сойлент стейків, які він продає, щоб дати хабаря і влаштуватися на роботу посильного. Перша поставка приводить його до укріпленого багатоквартирного будинку, в якому жителі насолоджуються такою розкішшю як кондиціонування приміщень та навіть водопроводом, що особливо підкреслює їх статок на фоні загальної катастрофічної нестачі води.  Хлопець передає листа  багатому рекетиру на прізвисько «Великий Майк» і бачить Ширлі — співмешканку Майка. Біллі виходить з квартири, але ховається у підвалі, щоб потім увірватися до неї і вкрасти щось цінне. Проте Майк ловить його гарячому і, щоб утекти, Біллі змушений  вбити чоловіка. 
У той час як Енді розслідує  це вбивство, він закохується в  Ширлі. Детектив обіцяє, що вона може залишитись у квартирі мертвого Майка до кінця місяця. Протягом цього часу вони живуть там разом, насолоджуючись розкішними продуктами та безлімітним водопостачанням. Пізніше Ширлі переїжджає до квартири Енді і Сола.
З часом Ширлі впадає у відчай від злиденного життя у маленькій квартирі. У цей час Енді намагається розслідувати деталі вбивства Майка, але його відволікають масові заворушення на вулицях міста, канцелярська робота у відділку і катастрофічна нестачею правоохоронців у місті; ці всі проблеми роблять його дуже дратівливим. Його нервозність і почуття вини за бідне життя, на яке він прирік Ширлі, віддаляє чоловіка від коханої. Він все більше занурюється у розслідування і стає одержимим ідеєю знайти Біллі Чана.
Щоб не бути пійманим, Біллі залишає частину міста, до якої він звик, і зрештою вдирається до покинутої Бруклінської військово-морської верфі, де  зживається з Пітером. Пітер — фаталіст, який вірить, що початок  нового тисячоліття стане кінцем світу. Незабаром на них нападає невелика група бездомних і змушує їх шукати новий прихисток. Пізніше товариші по нещастю знаходять притулок  в покинутому автомобілі, власник якого замерз до смерті. Саме тут Біллі засмучує, як стоїчно Пітер сприймає всі негаразди. Хлопець вирішує повернутися до своєї сім'ї, вважаючи, що поліція втратила до нього інтерес.
Між тим, Сол вирішує, що він більше не може залишатися пасивним перед обличчям зростаючої глобальної  кризи людства. Він приєднується до маршу протесту проти скасування закону, який підтримує планування сім'ї, і приєднується до групи, яка вважає Контроль над народжуваністю єдиною надією людства на виживання. Та все закінчується нещастям: Сола ранять під час ходи і він злягає із запаленням легенів, від чого потім помирає. Через кілька днів після  похоронів Сола, його кімнату передають сім'ї Белічерів, які починають хазяйнувати у помешканні померлого як  у своєму власному. Їх нестерпна поведінка робить життя Ширлі і Енді навіть  більш нещасним, ніж раніше.
Під час однієї з вилазок у пошуку вбивці Майка, Енді натикається на Біллі Чана. Хлопець відчайдушно намагається втекти, але детектив випадково стріляє і вбиває його. Хвилюючись, що це вбивство буде розцінене як акт расизму і призведе до ескалації конфлікту між правоохоронними силами і населенням, начальник Енді на деякий час понижує чоловіка до звичайного патрульного. Коли колишній детектив повертається до своєї кімнати, він  усвідомлює, що Ширлі не змогла більше терпіти негаразди від бідності й покинула його.
Історія закінчується тим, що Енді патрулює Таймс-сквер у переддень Нового року, де він випадково зустрічає Ширлі серед багатих тусовщиків. Та вона навіть не помічає поліцейського.  Коли годинник б'є північ, Енді зустрічає Пітера, який вкінець втратив глузд від того, що, попри його віру, кінець світу так і не настав. Божевільний запитує в Енді, як таке життя може продовжуватися надалі. Та Енді сам того не розуміє.  Історія закінчується на тому ж Таймс-сквер оголошенням, в якому сказано, що « згідно з переписом, Сполучені Штати пережили найвеличніший рік, кінець століття, населення зросло до 344 мільйонів громадян».

## Ідея для написання роману
Автор Гаррі Гаррісон стверджував: «Ідею мені дав  один індієць, з яким  я познайомився після війни, в 1946 році. Він розповів мені, що перенаселення було великою  проблемою у світі. (в ті часи мало хто взагалі про це знав) і запропонував: "Хочете заробити багато грошей, Гаррі? Ви повинні імпортувати гумові контрацептиви в Індію." Хоча я і не був проти прибуткового бізнесу, але і не хотів стати гумовим королем Індії!». Очевидно, що свій внесок у справу боротьби проти перенаселення автор вирішив зробити шляхом написання роману, а не за допомогою підприємництва.

## Оповідання
Через кілька років після написання роману, Гаррісон створив оповідання «Сусіди» (1971), в основному шляхом об'єднання уривків з роману. Письменник описує поштовх до створення твору у своїй передмові до «Найкраще з Гаррі Гаррісона». Він розповідає, як у нього попросили  уривок роману для передруку, але, так як митець не міг уявити ні одну частину твору відділеною від інших, він зв'язав різні сцени з нього і об'єднав їх у коротку розповідь, назвавши її «Сусіди».